# Billitonkade (Wormerveer)
De Billitonkade is een straat in het Nederlandse dorp Wormerveer gemeente Zaanstad. De Billitonkade is een doodlopende straat die bij de Borneostraat begint. De straat is ongeveer 40 meter lang.

## Historie
Aan de Billitonkade 31-40 te Wormerveer staat een aantal rijksmonumentale pand wat de naam draagt van "Hof Saenden" wat in 1916 tot stand kwam. De architect van deze hof is Dirk Stam. De "Hof Saenden" ligt in een nieuwbouw wijk de Indische buurt geheten.

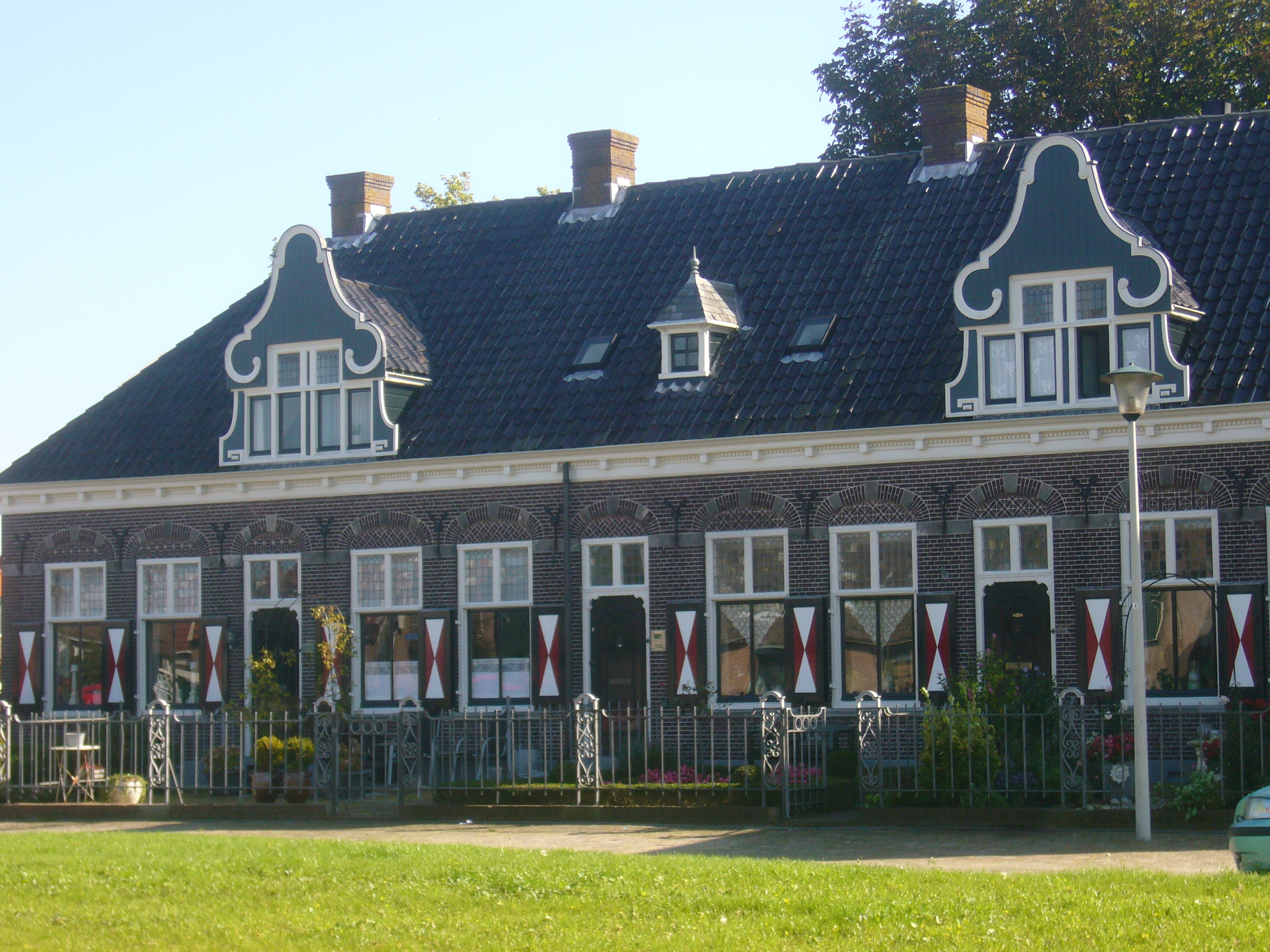
Billitonkade 31-40 te Wormerveer (rijksmonumenten)

Billitonkade ·
Dubbelebuurt ·
Franklinstraat ·
Hennepad ·
Lassiestraat ·
Marktstraat ·
Noordeinde ·
Stationsweg ·
Zaandijkerweg ·
Zaanweg